# San Alfonso del Mar

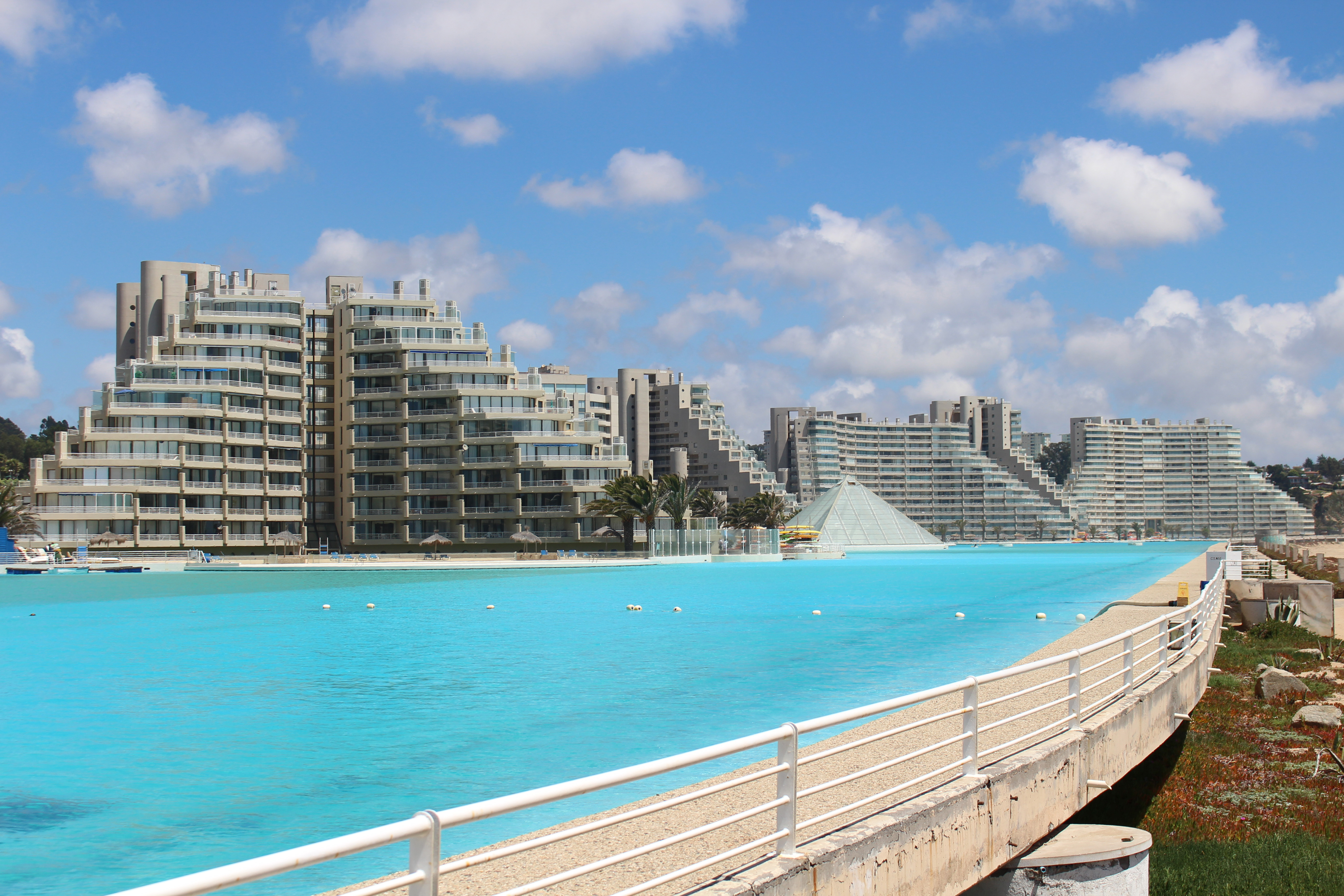
San Alfonso del Mar

San Alfonso del Mar é um grande complexo residencial e turístico situado em Algarrobo Chile, junto ao Oceano Pacífico (coordenadas ).
Destaca-se por aí se situar a maior piscina do mundo, segundo o Livro Guinness dos recordes.
Esta piscina tem 1 013 m de comprimento, 250 milhões de litros de água salgada cristalina, que é extraída directamente do mar, na parte mais profunda chega a 33 metros de profundidade, cobrindo uma área de cerca de 8 ha.
A piscina foi construída em cinco anos pela empresa chilena Crystal Lagoons.